# Kukačka kohoutí
Kukačka kohoutí (Geococcyx californianus) je velká severoamerická kukačka a společně s kukačkou zemní (G. velox) jediný žijící zástupce rodu Geococcyx.
Kukačka kohoutí je zhruba 56 cm dlouhá, váží okolo 300 g a je největší severoamerickou kukačkou. Má štíhlé tělo s nápadným hustým hřebenem na hlavě, velmi dlouhým ocasem a dlouhým silným zobákem. Svrchu je tmavě hnědá se světlým skvrněním, ocas má černobílý, břicho světlé a končetiny šedé. Obě pohlaví jsou zbarvena stejně.
Kukačka kohoutí se vyskytuje v pouštích a buších na jihozápadě Spojených států a v severním Mexiku, konkrétně na území Kalifornie, Arizony, Nového Mexika, Texasu, Nevady, Utahu, Colorada, Oklahomy, Kansasu a ojediněle také v Arkansasu, Missouri a Louisianě.
Většinu času tráví na zemi, umí velmi rychle běhat a vzlétává zvláště při přímém ohrožení. Na zemi dokáže vyvinout rychlost i větší než 42 km/h, na delší vzdálenosti umí běžet konstantní rychlostí asi 30 km/h. Živí se především hmyzem, drobnými plazy, hlodavci, pavouky, štíry a menšími ptáky.
Na stavbě hnízda se podílí celý pár. Obvykle jej staví na kaktusech, keřích nebo nízkých stromech. Ročně mívá jednu až dvě snůšky po 3 - 6 vejcích na kterých sedí asi 20 dní. Mláďata opouštějí hnízdo po 18 - 21 dnech, v blízkosti rodičů však zůstávají ještě dalších 30 - 40 dní. Ve volné přírodě se kukačka kohoutí dožívá průměrně 7 - 8 let.
V České republice chová kukačku kohoutí pouze Zoologická zahrada Plzeň.
Kukačka kohoutí je v USA velmi populární, je státním ptákem Nového Mexika, maskotem řady týmů, univerzit a dalších institucí. Stala se předlohou pro postavu Road Runner v kreslené grotesce Wile E. Coyote and Road Runner.